# 1410年黃河氾濫
1410年黄河泛滥是一场发生于明成祖永乐八年的自然灾害，这一年秋，河堤决口，坏开封旧城，致使1.4万户人口罹难，淹没农田7500余顷，到十二月又坏城200余丈。